# 業平
業平（日语：／ Narihira */?）是東京都墨田區的地名。2013年8月1日為止的人口有9,580人。郵遞區號為130-0002。

## 地理
位於墨田區地理的中央地區，屬本所地域內。北與押上之間以北十間川為界，東與江東區龜戶之間以橫十間川，南鄰橫川，西與吾妻橋、東駒形之間以大橫川為界。町域東邊為墨田區-江東區區界。町域中央有南北向四目通貫通，其地下為東京地下鐵半藏門線。町域由西向東為業平一丁目、二丁目、三丁目、四目通以東為四丁目、五丁目。鄰近東京晴空塔（押上一丁目）。

### 河川
- 北十間川
- 橫十間川
- 大橫川

## 歷史
明治５年（1872），業平天神社前的土地成立小梅業平町（現東駒形４丁目），明治24年（1891）業平橋東側成立中之鄉業平町（現業平１、２丁目）。現在的墨田區業平１～５丁目是昭和42年（1967）實施住居表示制度時，由平川橋１～５丁目合併成立。

### 地名由來
地名是來自江戶時代初期創立的業平天神社（舊址現吾妻橋３丁目６番），名字源自於在原業平死亡的業平塚（『江戶名所記』）。

## 交通

### 鐵路
- 押上站 - （所在地在押上）
  - 京成押上線 A2出口（淺草通）
  - 都營地下鐵淺草線 A2出口（淺草通）
  - 東京地下鐵半藏門線 B1、B2出口（四目通）
  - 東武伊勢崎線 B1、B2出口（四目通）

### 巴士
町內有「十間橋」（淺草通）、「業平四丁目」（四目通）、「押上」（淺草通與四目通）、「東京晴空塔站入口」（淺草通）、「春慶寺前」（淺草通）、「柳島妙見山法性寺入口」等巴士站。
以下路線由東京都交通局、京成巴士等運行。
- 上23系統（主要在淺草通）
- 門33系統（淺草通）
- 都08系統（淺草通、四目通）
- 上26系統（淺草通、四目通）
- S-1系統（淺草通、四目通）
- 墨田區內循環巴士西北部路線、南部路線
- 熊貓巴士淺草線

### 道路、橋梁
道路
- 都道
  - 東京都道453號本鄉龜戶線（淺草通）
  - 東京都道465號深川吾嬬線（四目通）

橋梁
- 北十間川
  - 京成橋（四目通）
  - 東武橋
  - 西十間橋
  - 十間橋（十間橋通）
- 橫十間川
  - 柳島橋（淺草通）
  - 神明橋
- 大橫川
  - 業平橋（淺草通）
  - 平川橋

## 設施
教育
- 墨田區立業平小學校

公園
- 墨田區立業平公園

稅務署
- 本所稅務署

銀行
- 商工組合中央金庫 押上支店
- 三菱東京UFJ銀行 押上支店
- 瑞穗銀行 押上支店
- 大東京信用組合 押上支店
- 東京城市信用金庫 押上支店
- 朝日信用金庫 押上支店

郵便局
- 押上駅前郵便局

## 史蹟
- 四世鶴屋南北之墓　江戶中期的狂言作者（業平二丁目、春慶寺內）
- 小梅錢座跡　寛永通寶的鑄造所跡（業平一丁目）
- 昔話柳塚　落語二大派閥之一的柳派紀念碑（業平五丁目、法性寺內）
- 押上天祖神社（業平二丁目）

## 備註
1. ↑  墨田区世帯人口現況8月分[永久]

## 外部連結
- 押業商店街振興組合 （页面存档备份，存于）
- 墨田區官方網站 （页面存档备份，存于）